# Kwattaweg
De Kwattaweg, voorheen de Weg naar Kwatta, is een weg in Kwatta in Paramaribo. Bij de Johan Adolf Pengelstraat vormt de weg het verlengde van de Henck Arronstraat, waarna hij in westelijke richting in het district Wanica bij de Vierde Rijweg verdergaat als Garnizoenspad.

## Bouwwerken
Langs de Kwattaweg bevinden zich vier joodse begraafplaatsen: de Oude en Nieuwe (1868) Portugese Joodse Begraafplaats en de Oude en Nieuwe Hoogduitse Joodse Begraafplaats.
Verder bevinden zich aan de weg onder meer het Surinaams Chinees Televisie Station (SCTV), het Nationaal Coördinatiecentrum voor Rampenbeheersing (NCCR), Landbouwcoöperatie Kwatta, Loge Concordia, vestigingen van Surinam Sky Farmers (SFF) en Gum Air, het cultureel centrum Mátá Gauri, de Zondagmarkt Kwatta, het Centraal Bureau voor Burgerzaken van Kwatta, FC Inter Wanica, het Sportcomplex Kwatta, Ramasha Media Group en een groot aantal detail- en groothandelszaken. Het is een lange verkeersader met bijna 900 huisnummers.

## Gedenktekens
Hieronder volgt een overzicht van de gedenktekens in de straat:
| Onderwerp                       | Type       | Kunstenaar           | Onthulling | Locatie        | Omschrijving                                |
| ------------------------------- | ---------- | -------------------- | ---------- | -------------- | ------------------------------------------- |
| Standbeeld van Jai Kisan        | standbeeld | Krishnapersad Khedoe | 2011       | Kwattamarkt    | 138-jarig jubileum Hindoestaanse immigratie |
| Borstbeeld van Goswami Tulsidas | borstbeeld | onbekend             | 1998       | bij Mátá Gauri | Tulsidas, Indiaas filosoof en schrijver     |